# 宗賀村
宗賀村（そうがむら）は長野県東筑摩郡にあった村。現在の塩尻市大字宗賀にあたる。

## 地理
- 山：比叡ノ山、鳴雷山、尖剣山
- 河川：奈良井川

## 歴史
- 1874年（明治8年）1月23日 - 筑摩県筑摩郡平出村・床尾村・洗馬町村・牧野村・本山町村・日出塩村が合併して宗賀村となる。
- 1876年（明治9年）8月21日 - 長野県の所属となる。
- 1878年（明治11年）1月4日 - 郡区町村編制法の施行により、東筑摩郡の所属となる。
- 1889年（明治22年）4月1日 - 町村制の施行により、宗賀村が単独で自治体を形成。
- 1959年（昭和34年）4月1日 - 塩尻町・片丘村・広丘村・筑摩地村と合併して塩尻市が発足。同日宗賀村廃止。

## 交通

### 鉄道路線
- 日本国有鉄道
  - 中央本線
    - 洗馬駅 - 日出塩駅

### 道路
- 国道19号